# 屯門公路2階建てバス転落事故
座標: 北緯22度22分11秒 東経114度04分45秒 / 北緯22.369762度 東経114.079303度

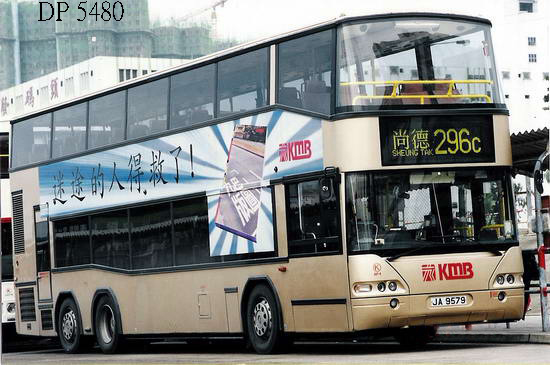
事故車と同タイプのバス

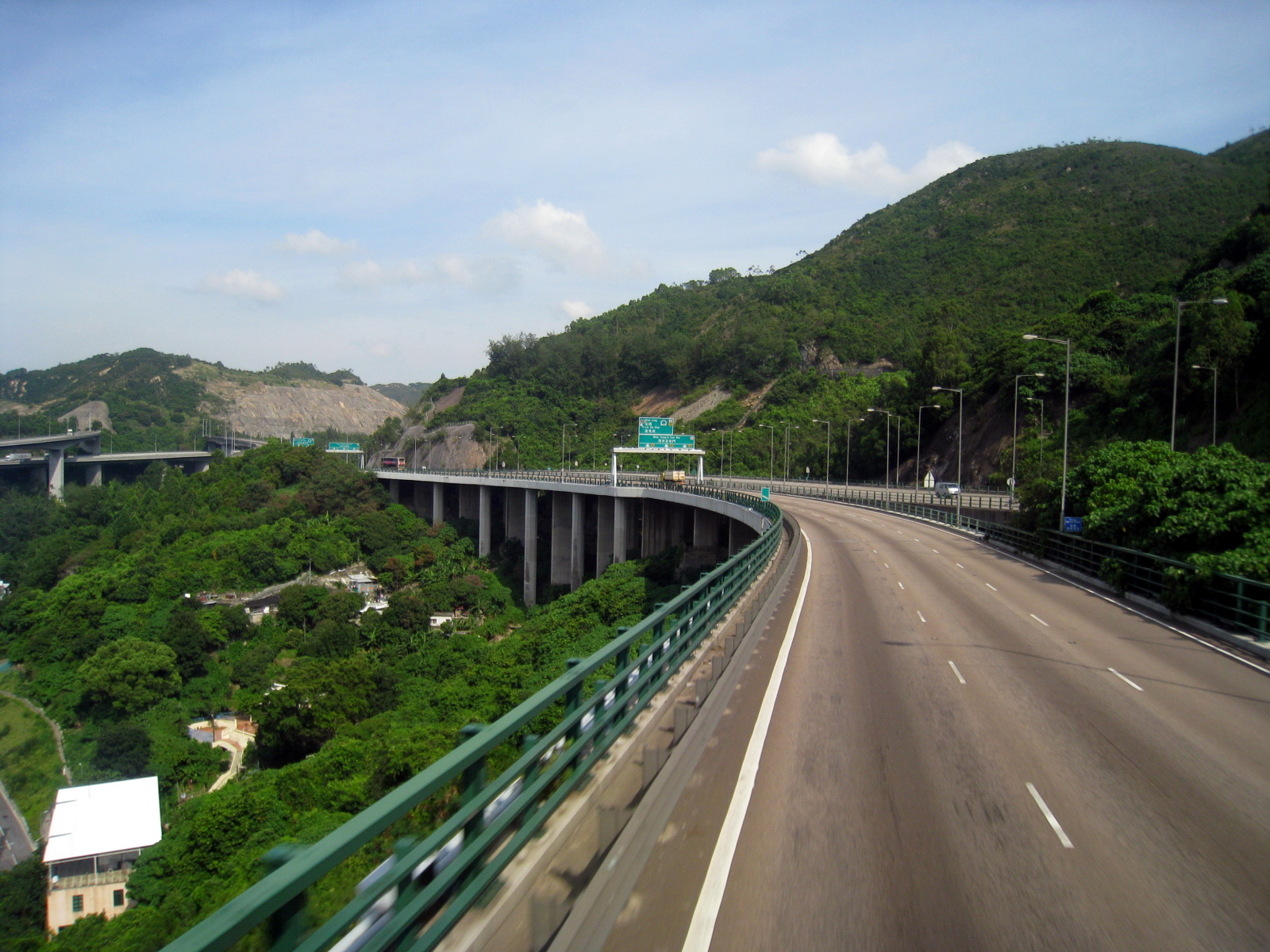
事故現場

屯門公路2階建てバス転落事故（とんもんこうろにかいだてバスてんらくじこ）は、2003年7月10日に香港新界荃湾区の屯門公路の汀九橋段で発生したバスの転落事故。
この事故は死者21人、負傷者20人の大惨事となった。香港の陸上交通事故史上における最悪の事故となった。

## 事故経緯
2003年7月10日、香港麗瑤邨から午前6時15分始発の九龍バス265M系統天恆邨行き、乗客40人乗っていた2階建て路線バス（ネオプラン・セントロライナー、局番AP69、ナンバーJU4667）が、午前6時30分頃、屯門公路汀九段を通過直前、右側から強引な車線変更で割り込んできた普通乗用車を回避する為に割り込んできたトレーラーの台車と衝突し、ガードレールを突破。一旦は止まったが90秒後、高さ35メートルの高架橋から転落した。
この事故によりバスは大破し、運転手と乗客20人が死亡（うち2人は病院に運ばれた後）、20人が負傷。現地の村人は 「まるで航空事故のようだ」と表現している。トレーラーの運転手が危険運転致死罪で逮捕された。
犠牲となった乗客の多くは天水囲の小中学校へ通勤中の教職員であった。

## 救援活動
警察、消防が現場に急行後、救急隊員約200人が救助活動を行い、崖の下に転落したバスをクレーンで引き上げた。香港政府の発表によると、バスの乗員、乗客のうち運転手を含む19人が落下現場で死亡、その後、病院に送られた2人が死亡した。そのほか、男性10人、女性10人の計20人が重軽傷を負い、そのうち3人が重体となった。
当時の香港特別行政区行政長官・董建華が現地、病院視察した。

## 事故原因
バス運転士側の問題
死亡したバスの運転士は1997年に入社した経験豊富なドライバーで、事故前日も休暇を取っており、体調に問題はなかった。
事故車のバス
バスは運行を開始して2年8ヶ月の車で毎月の定期検査の結果も良好だったという。
トレーラー運転手側の問題
事故当時バスは3車線道路の左車線を、トレーラーはバス後ろで中央車線を走行していた。2台が汀九橋手前まで走行した時、右車線を走行していた普通乗用車が急にトレーラーの前に割り込むように車線変更した。トレーラーは乗用車を避けるために、減速をせずに左へハンドルを切り、バスの右側面に衝突した。

## 裁判と判決
2005年7月29日、香港の地方裁判所で判決公判が開かれ、トラック運転手に懲役5か月。

## 事故後の対策
事故現場のガードレールは低く、当事故では衝突による転落を防ぐことができなかったため、事故後に当該区間のガードレールをより強度の高い防護柵に取り替えた。